# Xanlıqoba
Xanlıqoba är en ort i Azerbajdzjan.   Den ligger i distriktet Xaçmaz Rayonu, i den nordöstra delen av landet, 140 km nordväst om huvudstaden Baku. Xanlıqoba ligger 11 meter över havet och antalet invånare är 429.
Terrängen runt Xanlıqoba är platt. Närmaste större samhälle är Xaçmaz, 12,9 km nordväst om Xanlıqoba.
Trakten runt Xanlıqoba består till största delen av jordbruksmark. Runt Xanlıqoba är det ganska tätbefolkat, med 70 invånare per kvadratkilometer.